# Tilden (Nebraska)
Tilden è un comune degli Stati Uniti d'America, situato in Nebraska, nella contea di Madison. Una parte della città si trova nella contea di Antelope.